# Baldomero Sánchez-Cuenca y Mudarra
Baldomero Sánchez-Cuenca Mudarra (Alcalá La Real 1896 – Madrid 1967) fue un médico, docente e investigador, premio Ars Médica 1928 y pionero mundial al realizar pruebas de gases en sangre.

## Historia
Baldomero Sánchez-Cuenca fue un médico humanista que consagró su vida al estudio e investigación de la alergia, de cuya especialidad médica fue introductor y pionero en España. Durante su vida combinó el ejercicio de la medicina con una fecunda actividad cultural centrada en la obra cumbre de Miguel de Cervantes, logrando reunir una importantísima colección de ediciones de El Quijote. En su vida privada dedicó por entero la atención a su familia, constituyendo  siempre un ejemplo de rectitud para todos y especialmente para sus diez hijos.

## Biografía
En 1924 terminó sus estudios de medicina en la Universidad Central de Madrid, siendo pensionado por la Junta de Ampliación de Estudios del Estado español para continuar sus estudios de doctorado en Viena. A su regreso a España desarrolló la tesis doctoral bajo la dirección del profesor Jiménez Díaz, catedrático de Patología Médica. La tesis, La Polinosis en la península ibérica, fue defendida en 1928 y premiada por la Real Academia de Medicina. 
En 1928 realizó una estancia en Mannheim para estudiar con el profesor Lesser el mecanismo de acción de la insulina, investigación que le valió el premio Ars Medica. De nuevo en España se integró en la Universidad Central como profesor auxiliar de la cátedra del profesor Jiménez Díaz, en la que desarrolló durante nueve años una vasta labor de investigación que se tradujo en numerosas publicaciones de carácter científico.
En el año 1929 practicó un sondaje de corazón, siendo el primero en el mundo en analizar los gases de la sangre obtenida directamente de la aurícula derecha del corazón humano.
En 1945 fundó el Instituto Antiasmático Santa Florentina y la revista Alergología, que constituyeron una importante plataforma para la formación de numerosos especialistas españoles y extranjeros.
En 1953 fundó, con especialistas de otros países, la International Association of Asthmology, de la que fue vicepresidente. Fue también miembro de The American Academy of Allergy, de la Sociedad Española de Endocrinología  y miembro honorario de las Sociedades de Alergia de numerosos países, entre los que figuran Argentina, Brasil, Chile y Portugal.
Perteneció a la Asociación de Médicos, Escritores y Artistas, y el Gobierno español le distinguió haciéndole comendador de la Orden del Mérito Civil.
Además de sus investigaciones científicas publicó diversos libros ensayísticos. En su último libro, el opúsculo La Mentira y la Verdad en Medicina (1967), defendió que el médico, en condiciones extremas, pueda ocultar al paciente el verdadero alcance de su enfermedad. Fue también traductor del libro The Study of the Ants, sobre las hormigas, insectos por los que tuvo gran interés y a los que dedicó muchas horas de paciente observación.
Alcalá la Real, ciudad en la que nació, en homenaje a uno de sus más ilustres hijos, dio el nombre de Dr. Sánchez-Cuenca a la Residencia de Disminuidos Psíquicos Gravemente Afectados, inaugurada en 1996.

## Colección de QuijotesDr. Sánchez-Cuenca

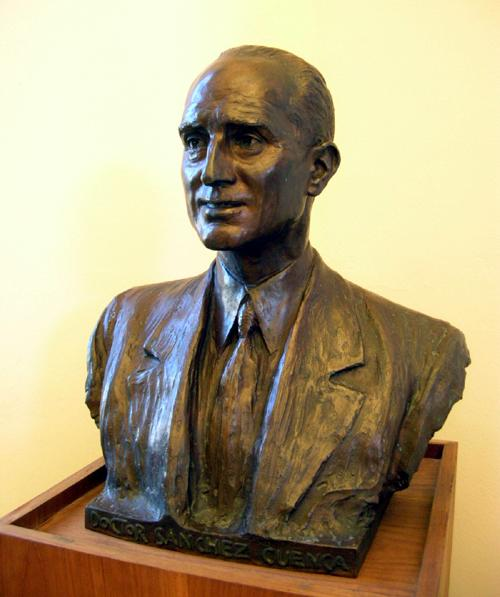
Busto

Su pasión más duradera, con todo, fue el estudio de El Quijote, obra por la que sintió la más profunda admiración. Reunió una extensa colección de ediciones de todas las épocas y de numerosos países. La colección contiene cerca de mil volúmenes de más de cuatrocientas ediciones en veintitrés lenguas diferentes, siendo la edición más moderna la de la copia manuscrita que hizo el doctor en sus últimos años de vida, enriquecida con 199 heliograbados de los dibujos de Ricardo de los Ríos, y espléndidamente encuadernada por Emilio Brugalla. La colección se encuentra en la actualidad en el Centro de Estudios Cervantinos de Alcalá de Henares.

## Publicaciones
- Tratamiento de los síndromes alérgicos (Madrid, 1933)
- Polinosis (Asma de heno): estudio botánico y clínico del problema (Imp. Héroes, Madrid 1934)
- Anafilaxia y Alergia (Ediciones Morata, Madrid  1942)
- Asma (Espasa-Calpe, Madrid 1944)
- Problemas actuales de alergología clínica (Saturnino Calleja, Madrid 1954)
- El médico y la medicina de ayer y de hoy (Aguilar, Madrid 1955)
- ¿Es la alergia enfermedad de nuestro tiempo? (Graf. Magerit, Madrid 1955)
- Alcalá la Real en los relatos del viaje por España (Instituto de Estudios Giennenses, Jaén 1958)
- La mentira y la verdad en Medicina (Grafiplas, Madrid 1967)